# Hiroshi Nanami
Hiroshi Nanami (n. 28 noiembrie 1972) este un fost fotbalist japonez.

## Statistici
| Japonia | Japonia | Japonia |
| An      | Meciuri | Goluri  |
| ------- | ------- | ------- |
| 1995    | 2       | 2       |
| 1996    | 13      | 1       |
| 1997    | 21      | 3       |
| 1998    | 11      | 0       |
| 1999    | 6       | 0       |
| 2000    | 12      | 3       |
| 2001    | 2       | 0       |
| Total   | 67      | 9       |